# Vitrac-Saint-Vincent
Vitrac-Saint-Vincent är en kommun i departementet Charente i regionen Nouvelle-Aquitaine i västra Frankrike. Kommunen ligger  i kantonen Montembœuf som ligger i arrondissementet Confolens. År 2022 hade Vitrac-Saint-Vincent 494 invånare.

## Befolkningsutveckling
Antalet invånare i kommunen Vitrac-Saint-Vincent
Referens:INSEE